# 上田誠也
上田 誠也（うえだ せいや、1929年11月28日 - 2023年1月19日）は、日本の地球科学者。専門は地球物理学。東京大学名誉教授。理学博士。

## 人物
東京府（現・東京都）出身。父の上田誠一は青森、山口両県の官選知事や警視庁特別高等警察部長等を歴任した内務官僚で、兄の上田誠吉は自由法曹団等で活動していた弁護士。
麹町小学校などを経て、旧制武蔵高等学校尋常科・高等科を卒業。1952年、東京大学理学部地球物理学科を卒業。1953年、東京大学地震研究所助手。1958年 東京大学理学博士「古地磁気学の手段としての熱残留磁気、特に反転熱残留磁気について」。 1963年、東京大学理学部助教授。1969年、東京大学地震研究所教授。定年退官後の1990年、東海大学海洋学部教授に就任。
1987年、「弧状列島のテクトニクスに関する地球熱学的研究」で日本学士院賞受賞。1996年から日本学士院会員。
プレートテクトニクス研究の第一人者で、1975年にen:Donald Forsythとともにプレート運動の原動力の大部分がスラブプルであることを示した。また、プレートテクトニクス及び動的地球観を世に広めたことで知られる。ほか、惑星科学者の松井孝典や地質学者の鎮西清高ら他の地球科学者とともにNHKで放送された『地球大紀行』の制作に関わったことでも知られている（上田は諮問委員を務めた）。
2023年1月19日、老衰のため東京都内の自宅で死去。93歳没。死没日付をもって従四位に叙され、瑞宝重光章を追贈された。

## 著書
- 平凡社編 『地球天文事典』 平凡社〈体系理科事典1〉、1958年。
- 竹内均・上田誠也 『地球の科学』 日本放送出版協会〈NHKブックス〉、1964年、ISBN 4-14-001006-1。
- 都城秋穂・上田誠也編 『宇宙科学と地球科学 - 地球の構成』 明治図書出版〈現代科学入門〉、1968年。
- 上田誠也・杉村新 『孤状列島』 岩波書店〈現代科学選書〉、1970年。
- 上田誠也 『新しい地球観』 岩波書店〈岩波新書〉、1971年。
- 上田誠也・杉村新編 『世界の変動帯』 岩波書店、1973年。
- 上田誠也編 『固体の流動 - 地球から結晶まで』 東京大学出版会、1974年。
- 上田誠也他編 『変動する地球2 - 海洋底』 岩波書店〈岩波講座地球科学〉、1979年。
- 上田誠也 『生きている地球』 岩波書店〈岩波グラフィックス〉、1983年。
- 上田誠也編著 『新しい地球像の探究』 日経サイエンス社〈別冊サイエンス〉、1983年。
- 上田誠也 『プレート・テクトニクス』 岩波書店、1989年、ISBN 4-00-005929-7。
- 上田誠也・水谷仁編 『地球』 岩波書店〈地球科学選書〉、1992年、ISBN 4-00-007831-3。
- 上田誠也 『地球・海と大陸のダイナミズム』 日本放送出版協会〈NHKライブラリー〉、1998年、ISBN 4-14-084092-7。
- 上田誠也 『地震予知はできる』 岩波書店〈岩波科学ライブラリー〉、2001年、ISBN 4-00-006579-3。

### 訳書
- アーサー・ホームズ 『一般地質学1』 東京大学出版会、1983年、ISBN 4-13-062081-9。
- アーサー・ホームズ 『一般地質学2』 東京大学出版会、1984年、ISBN 4-13-062082-7。
- アーサー・ホームズ 『一般地質学3』 東京大学出版会、1984年、ISBN 4-13-062083-5。